# ASF1A
ASF1A (англ. Anti-silencing function 1A histone chaperone) – білок, який кодується однойменним геном, розташованим у людей на короткому плечі 6-ї хромосоми. Довжина поліпептидного ланцюга білка становить 204 амінокислот, а молекулярна маса — 22 969.
| 10         |  | 20         |  | 30         |  | 40         |  | 50         |
| ---------- |  | ---------- |  | ---------- |  | ---------- |  | ---------- |
| MAKVQVNNVV |  | VLDNPSPFYN |  | PFQFEITFEC |  | IEDLSEDLEW |  | KIIYVGSAES |
| EEYDQVLDSV |  | LVGPVPAGRH |  | MFVFQADAPN |  | PGLIPDADAV |  | GVTVVLITCT |
| YRGQEFIRVG |  | YYVNNEYTET |  | ELRENPPVKP |  | DFSKLQRNIL |  | ASNPRVTRFH |
| INWEDNTEKL |  | EDAESSNPNL |  | QSLLSTDALP |  | SASKGWSTSE |  | NSLNVMLESH |
| MDCM       |  |            |  |            |  |            |  |            |

A: Аланін

C: Цистеїн

D: Аспарагінова кислота

E: Глутамінова кислота

F: Фенілаланін

G: Гліцин

H: Гістидин

I: Ізолейцин

K: Лізин

L: Лейцин

M: Метіонін

N: Аспарагін

P: Пролін

Q: Глутамін

R: Аргінін

S: Серин

T: Треонін

V: Валін

W: Триптофан

Кодований геном білок за функціями належить до шаперонів, регуляторів хроматину, фосфопротеїнів. 
Задіяний у таких біологічних процесах, як транскрипція, регуляція транскрипції. 
Локалізований у ядрі.